# Rabbit and pearl

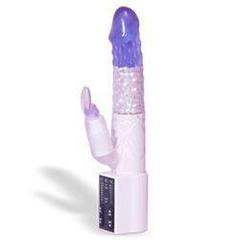
Techno Rabbit, en vibrator av rabbit-typ.

Rabbit and pearl är en vibrator som är försedd med två vibrerande "kaninöron" för klitorisstimulans, därav namnet. Rabbiten, som den kallas i dagligt tal, nådde en stor publik i TV-serien Sex and the city. Egentligen är Rabbit and pearl ett modellnamn medan "rabbitar" har kommit att beteckna vibratortypen med kaninöron.